# Sorbinichthys
Sorbinichthys è un genere di pesci ossei estinto, appartenente ai clupeomorfi. Visse all'inizio del Cretaceo superiore (Cenomaniano, circa 100 milioni di anni fa). I suoi resti fossili sono stati ritrovati in Asia (Libano) e in Africa (Marocco).

## Descrizione
Questo pesce è conosciuto per due specie, Sorbinichthys elusivo (rinvenuta in Libano) e S. africanus (dal Marocco). La specie asiatica poteva raggiungere una lunghezza di oltre 15 centimetri, mentre quella africana era più piccola e raggiungeva la lunghezza di circa 5 centimetri. Sorbinichthys possedeva un corpo alto e stretto, ed era dotato di una pinna dorsale dal secondo raggio particolarmente allungato (più lungo in S. elusivo che in S. africanus).
Erano presenti, lungo il dorso, alcuni scudi di forma romboidale e con estensioni laterali allungate. Anche sulle pinne pettorali erano presenti lunghi filamenti, molto sottili e non biforcuti. Questi filamenti sono visibili nei fossili soltanto dopo la preparazione del fossile; da qui l'epiteto specifico elusivo ("nascosto"), riferito proprio ai lunghi filamenti.

## Classificazione
Sorbinichthys è stato descritto per la prima volta nel 2000 da Bannikov e Bacchia, sulla base di alcuni esemplari ritrovati in Libano, nella zona di En Nammoura; S. elusivo, la specie tipo, è stata classificata nella nuova famiglia Sorbinichthyidae, alla quale è stato ascritto anche il più noto Diplomystus. La specie S. africanus è stata invece descritta nel 2010. Un'altra forma simile, Gasteroclupea, è nota in Sudamerica.

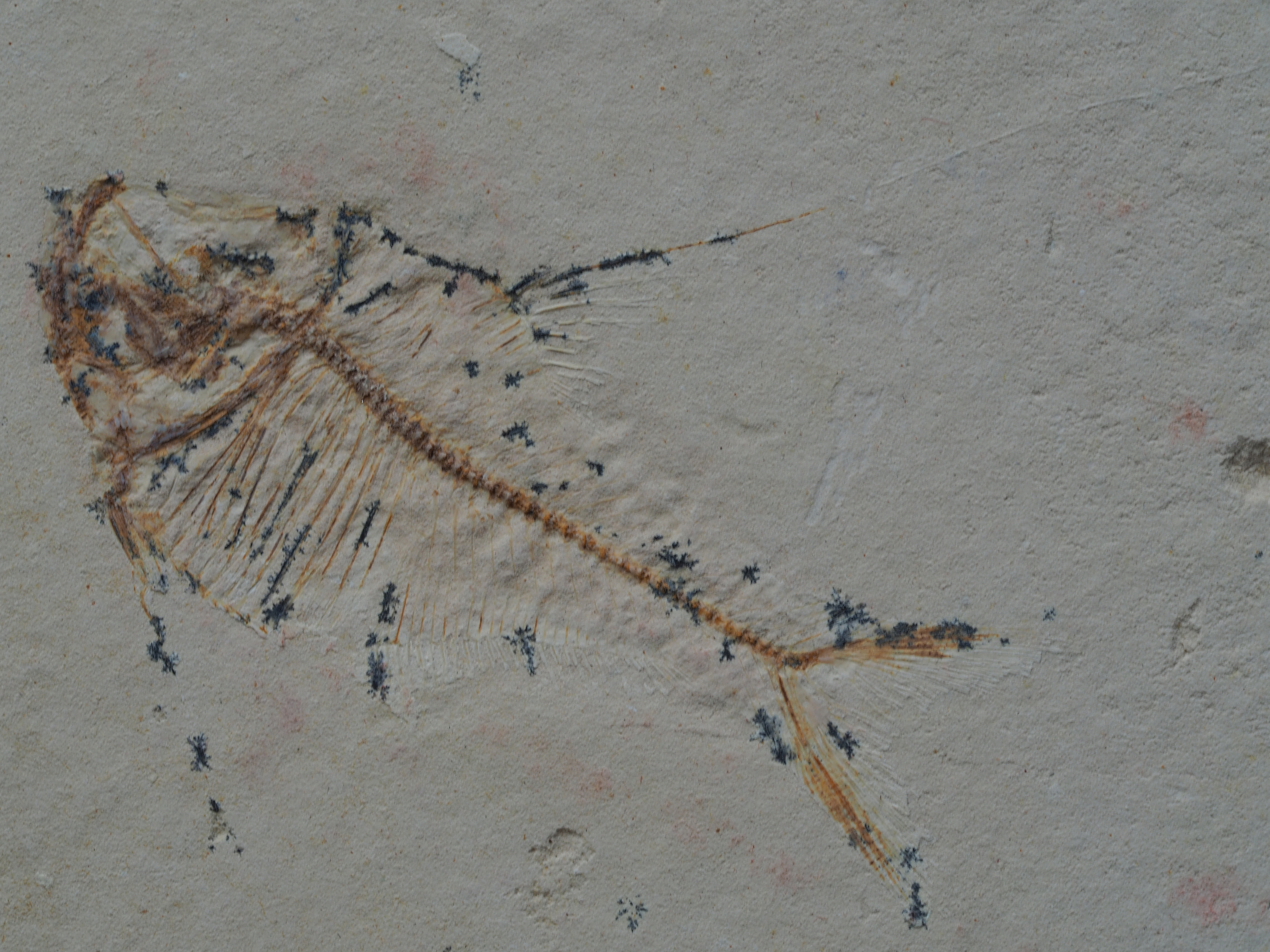
Fossile di Sorbinichthys africanus

Sorbinichthys e Diplomystus appartengono all'ordine degli Ellimmichthyiformes, un gruppo di pesci ossei affini alle aringhe e alle sardine, vissuti tra il Cretaceo e l'Eocene.